# 織田信陽
織田 信陽（おだ のぶあき/のぶあきら）は、江戸時代後期の大名。大和国柳本藩11代藩主。通称は芳次郎。官位は従五位下・大和守、越前守、安芸守。尚長流織田家11代。

## 生涯
10代藩主・織田秀綿の七男として誕生。初名は秀員、秀美、秀陽。
父・秀綿の嫡男だった次兄・秀便の死去により、寛政11年（1799年）10月6日、嫡子となる。文化3年（1806年）12月18日、父の死去により、家督を相続する。文化9年（1812年）11月1日、11代将軍・徳川家斉に御目見した。同年12月16日、従五位下大和守に叙任された。文政5年（1822年）、駿府加番を命じられる。
文政7年（1824年）12月、池田定常の八女・鎮子と結婚する。文政13年（1830年）11月、柳本陣屋が全焼する。文武の奨励や門閥にとらわれない人材登用、人員整理や知行削減などの藩政改革を行なった。嘉永5年（1852年）12月27日に無城から城主格に昇進した。
安政4年（1857年）8月25日、死去。享年63。墓所は奈良県天理市柳本の専行院。

## 系譜
子女は11男9女。
- 父：織田秀綿
- 母：菊子 - 喜久、間部詮央の長女
- 正室：鎮子 - 鎮姫、池田定常の八女、のち離縁
- 生母不明の子女
  - 長女：小笠原信学正室 - 貞正の生母
  - 三男：織田信宝
  - 九男：織田信成
  - 十男：織田信及 - 信成の養子
  - 七女：己酉子 - 織田長猷正室
  - 女子：谷衛昉継室